# Billy Curtis
Pour les articles homonymes, voir Curtis.
Luigi Curto —  né le 27 juin 1909 à Springfield (Massachusetts), mort le 9 novembre 1988 à Dayton (Nevada) — est un acteur américain, connu sous le nom de scène de Billy Curtis.

## Biographie
Atteint de nanisme, Billy Curtis entame sa carrière au théâtre et joue notamment à Broadway (New York), où il débute en 1934 dans la comédie musicale Anything Goes (avec Ethel Merman et Victor Moore), sur une musique de Cole Porter. Ultérieurement, il revient deux fois à Broadway, d'abord dans une pièce représentée en 1940, puis dans une autre comédie musicale en 1959-1960, Gypsy, sur une musique de Jule Styne (avec Ethel Merman et Jack Klugman).
Au cinéma, il contribue à soixante-quatre films américains, le premier étant le western The Terror of Tiny Town de Sam Newfield, sorti en 1938. Son dernier film sort en 1987, l'année précédant sa mort (en 1988, à 79 ans).
Entretemps, citons Le Magicien d'Oz de Victor Fleming (1939, avec Judy Garland et Frank Morgan), Cinquième Colonne d'Alfred Hitchcock (1942, avec Robert Cummings et Priscilla Lane), L'Homme qui rétrécit de Jack Arnold (1957, avec Grant Williams et Randy Stuart), L'Homme des hautes plaines de Clint Eastwood (1973, avec le réalisateur et Mitch Ryan), ou encore Head Office de Ken Finkleman (son avant-dernier film, 1986, avec Judge Reinhold et Eddie Albert).
À la télévision américaine, outre quatre téléfilms, Billy Curtis apparaît dans quarante-quatre séries à partir de 1952, dont La Flèche brisée (un épisode, 1956), Le Plus Grand Chapiteau du monde (rôle récurrent de Danny, 1963-1964) et Star Trek (un épisode, 1967). Sa dernière série est La Cinquième Dimension, avec un épisode diffusé en 1986.

## Théâtre à Broadway (intégrale)
- 1934-1935 : Anything Goes, comédie musicale, musique et lyrics de Cole Porter, livret original de Guy Bolton et Pelham Grenville Wodehouse adapté par Howard Lindsay et Russel Crouse, mise en scène d'Howard Lindsay, chorégraphie de Robert Alton : le petit homme
- 1940 : Every Man for Himself, pièce de Milton Lazarus : le petit homme
- 1959-1960 : Gypsy (Gypsy: A Musical Fable), comédie musicale, musique de Jule Styne, lyrics de Stephen Sondheim, livret d'Arthur Laurents (d'après les mémoires de Gypsy Rose Lee), mise en scène et chorégraphie de Jerome Robbins, costumes de Raoul Pène Du Bois : un vendeur de journaux (remplacement)

## Filmographie partielle

### Cinéma
- 1938 : The Terror of Tiny Town de Sam Newfield : Buck Lawson, le héros
- 1939 : Three Texas Steers de George Sherman : Hercule, le nain
- 1939 : Le Magicien d'Oz (The Wizzard of Oz) de Victor Fleming : un père Munchkin
- 1941 : L'Homme de la rue (Meet John Doe) de Frank Capra : le nain
- 1942 : Cinquième Colonne (Saboteur) d'Alfred Hitchcock : Major, le nain
- 1942 : Just Off Broadway d'Herbert I. Leeds
- 1945 : L'esprit fait du swing (That's the Spirit) de Charles Lamont : le nain
- 1945 : La Blonde incendiaire (Incendiary Blonde) de George Marshall : « Baby » Joe
- 1946 : Three Wise Fools d'Edward Buzzell : Dugan
- 1947 : Ils étaient quatre frères (Blaze of Noon) de John Farrow
- 1951 : Les Coulisses de Broadway (Two Tickets to Broadway) de James V. Kern : le nain à Deli
- 1951 : Superman et les Nains de l'enfer (Superman and the Mole Men) de Lee Sholem : un des nains
- 1952 : Les Feux de la rampe (Limelight) de Charlie Chaplin : le nain chez l'agent artistique
- 1954 : Le clown est roi (3 Ring Circus) de Joseph Pevney : le clown nain
- 1954 : La Princesse du Nil (Princess of the Nile) d'Harmon Jones : Tut
- 1955 : Le Bouffon du roi (The Court Jester) de Melvin Frank et Norman Panama : un des nains de la troupe Hermine
- 1956 : La Loi du Seigneur (Friendly Persuasion) de William Wyler : le nain
- 1957 : L'Homme aux mille visages (Man of a Thousand Faces) de Joseph Pevney : Harry Earles, l'acteur nain dans The Unholy Three
- 1957 : L'Homme qui rétrécit (The Incredible Shrinking Man) de Jack Arnold : le nain
- 1964 : Les Sept Voleurs de Chicago (Robin and the 7 Hoods) de Gordon Douglas : un vendeur de journaux
- 1965 : Harlow, la blonde platine (Harlow) de Gordon Douglas : un vendeur de journaux
- 1968 : La Planète des singes (Planet of the Apes) de Franklin J. Schaffner : un jeune singe
- 1969 : Hello, Dolly! de Gene Kelly : le nain
- 1970 : Norwood de Jack Haley Jr.
- 1973 : L'Homme des hautes plaines (High Plains Drifter) de Clint Eastwood : Mordecai
- 1982 : Eating Raoul de Paul Bartel : le nain avec un dalmatien
- 1986 : Head Office de Ken Finkleman : le révérend Lynch

### Télévision
(séries, sauf mention contraire)
- 1952 : Cisco Kid (The Cisco Kid), saison 3, épisode 8 The Laughing Badman : rôle-titre
- 1956 : La Flèche brisée (Broken Arrow), saison 1, épisode 8 Caged de John English : Sinbad
- 1957 : Les Aventures de Superman (Adventures of Superman), saison 5, épisode 12 Mr. Zero : rôle-titre
- 1959 : Aventures dans les îles (Adventures in Paradise), saison 1, épisode 11 Hantise (Haunted) de Paul Stanley : le capitaine Borcher
- 1961 : 77 Sunset Strip, saison 4, épisode 10 The Turning Point de Jeffrey Hayden : Monk Carter
- 1962 : Ombres sur le soleil (Follow the Sun), saison unique, épisode 29 Run, Clown, Run de Jus Addiss : Tom, le nain
- 1963-1964 : Le Plus Grand Chapiteau du monde (The Greatest Show on Earth), saison unique, 30 épisode (intégrale) : Danny
- 1966 : Les Espions (I Spy), saison 1, épisode 22 La Conquête de Maude Murdock (The Conquest of Maude Murdock) de Paul Wendkos : le deuxième déguisé
- 1966 : Batman, saison 1, épisode 17 Faux Frères (True or False Face) de William A. Graham et épisode 18 Le faux masque se démasque (Holy Rat Race) de William A. Graham : le nain
- 1967 : Les Mystères de l'Ouest (The Wild Wild West), saison 2, épisode 18 La Nuit de l'éléphant blanc (The Night of the Gypsy Peril) d'Alan Crosland Jr. : un bohémien
- 1966-1967 : Max la Menace (Get Smart)
  - Saison 2, épisode 10 Le Plus Grand Espion du monde (The Greatest Spy on Earth, 1966) : Allen, le nain
  - Saison 3, épisode 2 Témoin de la défonce (Witness for the Persecution, 1967) de James Komack : El Lobo-Ito
- 1967 : Ma sorcière bien-aimée (Bewitched), saison 4, épisode 8 Ah ! Quelle nuit ! (A Safe and Sane Halloween) de William Asher : Jack O'Lantern
- 1967 : Star Trek, Saison 2, épisode 10 Un tour à Babel (Journey to Babel) de Joseph Pevney : le petit ambassadeur à la peau cuivrée
- 1972 : Evil Roy Slade de Jerry Paris (téléfilm) : le cow-boy nain
- 1973 : Gunsmoke ou Police des plaines (Gunsmoke ou Marshal Dillon), saison 18, épisode 15 Arizona Midnight d'Irving J. Moore : Arizona
- 1976 : Monster Squad, saison unique, épisode 4 Monsieur Loyal (The Ring Master) d'Herman Hoffman : rôle-titre
- 1977 : Laverne and Shirley, saison 3, épisode 4 The Robot Lawsuit d'Alan Rafkin : Roger Robot
- 1981 : Buck Rogers (Buck Rogers in the 25th Century), saison 2, épisode 8 Shgoratchx! de Vincent McEveety : le général Yoomak
- 1984 : La Nuit où l'on sauve le Père Noël (The Night They Saved Christmas) de Jackie Cooper (téléfilm) : Jack
- 1986 : La Cinquième Dimension (The Twilight Zone), saison 1, épisode 18b L'Imaginaire vivant (Personal Demons) : une petite créature